# 熙和居民居
熙和居民居位於四川省自貢市富順縣，文物遺址年代判定為清。2012年7月16日公佈為第八批四川省文物保護單位。

## 簡介[2]
熙和居民居住于四川省自貢市富順縣富世鎮後街130號，坐西向東，建於清末，占地面積835.66平方公尺，建築面積672.7平方公尺。該建築呈四合院佈局，兩進庭院，三面圍牆環抱，磚木結構，小青瓦屋面，中軸線上依次排列門廳、瑞藹華堂和主房三座，兩側縱排廂房、偏房，右側牆外坐落店鋪、廳房，左側牆內設木梯可通閣樓。全院共由七座房屋組成，院內錯落佈局天井四口，魚池一口。整個民居建造規整，佈局合理，保存完整，主院房屋對稱，環境優雅，木雕、雀替、裙板、花窗工藝精湛，屋面灰塑脊飾樸素大方，兩側高牆氣勢雄偉，為不可多得的晚清川南民居風格建築。2009年，熙和居民居被自貢市人民政府公佈為市級文物保護單位。